# Zakłady Elektrotechniki Motoryzacyjnej „Elmot”
Zakłady Elektrotechniki Motoryzacyjnej „Elmot” – przedsiębiorstwo w Świdnicy w województwie dolnośląskim, produkujące rozruszniki, alternatory oraz prądnice. Działające w latach 1947–2009.

## Historia
W 1947 decyzją ministra Handlu i Przemysłu powstały Zakłady Elektrotechniki Motoryzacyjnej Elmot w Świdnicy. W 1949 uruchomiono zakrojoną na szeroką skalę produkcję rozruszników i prądnic dla samochodów Star i ciągników Ursus. W 1953 uruchomiono produkcję rozruszników, alternatorów oraz sterowników dla rozruszników dla samochodów Lublin. Zakłady w 1966 wyprodukowały milionowy rozrusznik. W 1970 rozpoczęto produkcję rozruszników i alternatorów na licencji firmy Fiat/Marelli. Produkty te były wykorzystywane do montażu w samochodach Fiat 125p. W 1972 firma Bosch udzieliła licencji dla Elmot-u na produkcję rozruszników i alternatorów, montowanych w pojazdach marek Leyland, Henschel, Star, Ursus. W 1973 rozpoczęto produkcję rozruszników. prądnic i regulatorów napięcia dla pojazdu Fiat 126p. W 1981 wykupiono licencję na produkcję alternatorów z wbudowanymi regulatorami elektronicznymi firmy Lucas. Alternatory te były produkowane i montowane w ciągnikach Massey Ferguson.
Pod koniec lat 70. zbudowano od podstaw Zakład Nr 2 przy ul. Szarych Szeregów, do którego przeniesiono większość produkcji.
W 1990 zakłady podjęły produkcję alternatorów dla auta Fiat Cinquecento o pojemności silnika 700 cm³. Na fali przekształceń własnościowych również tych zakładów nie ominęły przemiany. W 1992 zakład został przekształcony w jednoosobową spółkę Skarbu Państwa. W 1996 Fiat docenił lata owocnej współpracy z Elmot-em przyznając Certyfikat Dostaw Jakości. W tym samym roku zakłady dostały certyfikat TÜV Zertifizierungsgemeinschaft na zgodność z normami ISO 9001.
W 1999 zakłady przekształciły się w spółkę Elmot-DR. W 2000 zakład zdobył certyfikat jakości QS9000.
W 2000 zakłady w wyniku następującej prywatyzacji stały się częścią firmy Delco Remy International. Zaowocowało to wprowadzeniem w 2001 nowego produktu – rozrusznika produkowanego dla koncernu GM Europe. W 2002 Elmot podpisał współpracę z firmą Hitachi, która wycofała się w 2007. Od początku 2008 następowało sukcesywne przenoszenie opłacalnej produkcji (rozruszniki do samochodów ciężarowych) do oddziału Remy na Węgrzech. Rok 2009 upłynął pod znakiem wygaszania produkcji i zwolnień pracowników (z rekordowej liczby ponad 3000 osób pracujących w dwóch zakładach pod koniec działalności przedsiębiorstwo zatrudniało 200 osób). Obecnie przedsiębiorstwo nie istnieje, obiekty zakładu nr 2 przy ul. Szarych Szeregów zostały podzielone i sprzedane (działa kilka nowych przedsiębiorstw o innym profilu produkcji). Obiekty zakładu nr 1, opuszczone w 2001 zostały wyburzone, pod koniec 2010 rozpoczęto w tym miejscu budowę centrum handlowego „Galeria Świdnicka”.

## Produkty
Przedsiębiorstwo było największym w Polsce oraz znanym w Europie producentem alternatorów, rozruszników, prądnic oraz podzespołów dla przemysłu elektrotechnicznego oraz motoryzacyjnego.